# Croton skutchii
Espèce
Classification APG III (2009)
Croton skutchii est une espèce de plantes à fleurs du genre Croton et de la famille des Euphorbiaceae, présente au Costa Rica.